# Дзюржинский, Матеуш Казимирович
Матеуш Казимирович Дзюржинский (1865  — 12 апреля 1931) —  рабочий, депутат Государственной думы II созыва от Петроковской губернии.

## Биография

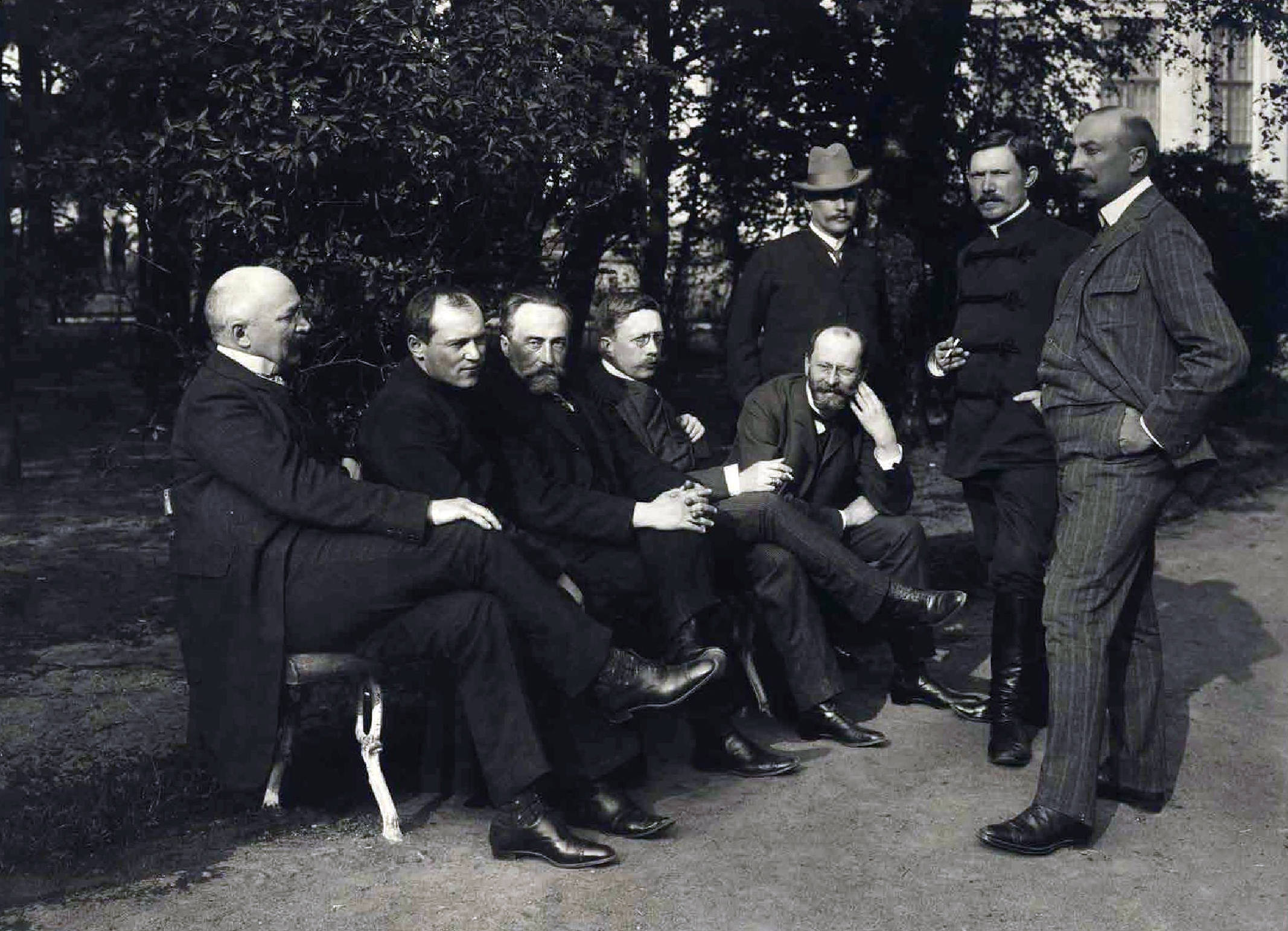
Депутаты 2-й Государственной думы. Сидят: Л. С. Путткамер, Л. К. Родзевич, М. Г. Хелховский, Л. Ф. Лубенский, М. А. Венславский; стоят: В. В. Жуковский, М. К. Дзюржинский, С. А. Ванькович

Родился в семье ремесленника, по сословному происхождению из мещан. Выпускник 4-летней воскресной ремесленной школы. Ещё во время учёбы стал членом тайного кружка «Просвещение». В 1879 году вместе со сверстниками основал кружок по поддержке бывших польских ссыльных, возвращающихся из Сибири. После окончания школы получил свидетельство подмастерья токаря.
Трудился на различных заводах в Варшаве. Был призван на воинскую службу, которую проходил в течение 4 лет. После демобилизации служил в токарном цехе мастерских Варшаво-Венской железной дороги в Сосновце, при этом его заработок в год достигал 500 рублей. Подвергался административным преследованиям.
С 1900 года член польской Национальной лиги. Состоял в подпольном польском Обществе национального просвещения, принимал участие в тайной организации образовательных кружков. Был избран делегатом для поездки в Национальный польский музей в Рапперсвиле. В 1900 году был арестован за участие в национальном движении, 6 месяцев содержался в Х павильоне Варшавской цитадели. Был приговорён к одному году заключения в Петропавловской крепости и 2 годам ссылки в Одессу. Вернувшись в Польшу в 1904 году, принял участие в создании и организации Национально-рабочего союза. Был организатором отделения Союза в Домбровском угольном бассейне; работал в руководстве окружной организации. В 1905—1906 годах участвовал в акциях по защите польского языка.
6 февраля 1907 года был избран в Государственную думу II созыва от общего состава выборщиков Петроковского губернского избирательного собрания. Вошёл в состав Польского коло. Состоял в думской Комиссии о помощи безработным. В работе Думы активного участия не принимал.
В 1913 году после покупки Варшаво-Венской железной дороги государством Дзюржинский был уволен, после чего до конца жизни работал лудильщиком (медником) в Сосновце.
В годы Первой мировой войны вошёл в состав польского Центрального национального комитета. Во время оккупации Царства Польского немецкими и австрийскими войсками продолжал работать в польских профсоюзах в Домбровском угольном бассейне, играя важную роль в их деятельности. В 1916 году в связи с выборами в городской совет Сосновца вошёл от Национально-рабочего союза в польский Центральный избирательный комитет независимости. Оставался членом городского совета Сосновца в течение нескольких лет.
В 1918 году стал членом Государственного совета.
Скончался 12 апреля 1931 года в Сосновце.

## Труды
- Śp. Mateusz Dziurzyński. Wspomnienie pośmiertne, Głos Robotnika 1931, r. 12 nr 48, s. 1 Архивная копия от 10 марта 2016 на Wayback Machine

### Рекомендуемые источники
- Brzoza Cz., Stepan K. Poslowie polscy w Parlamente Rosyjskim, 1906—1917: Slownik biograficzny. Warszawa, 2001.
- Andrzej Ajnenkiel, Historia sejmu polskiego, t. II, cz. I, Warszawa 1989, s. 301.
- Postanowienie Rady Regencyjnej z dnia 26 kwietnia 1918 r. (M.P. Nr 57 z 26 kwietnia 1918 r., s. 1.) Архивная копия от 11 сентября 2014 на Wayback Machine
- Tadeusz Rzepecki, Sejm Rzeczypospolitej Polskiej 1919 roku, Poznań 1920, s. 148.

### Архивы
- Российский государственный исторический архив. Фонд 1278. Опись 1 (2-й созыв). Дело 128, 559.